# Jean Gabriel Marchand

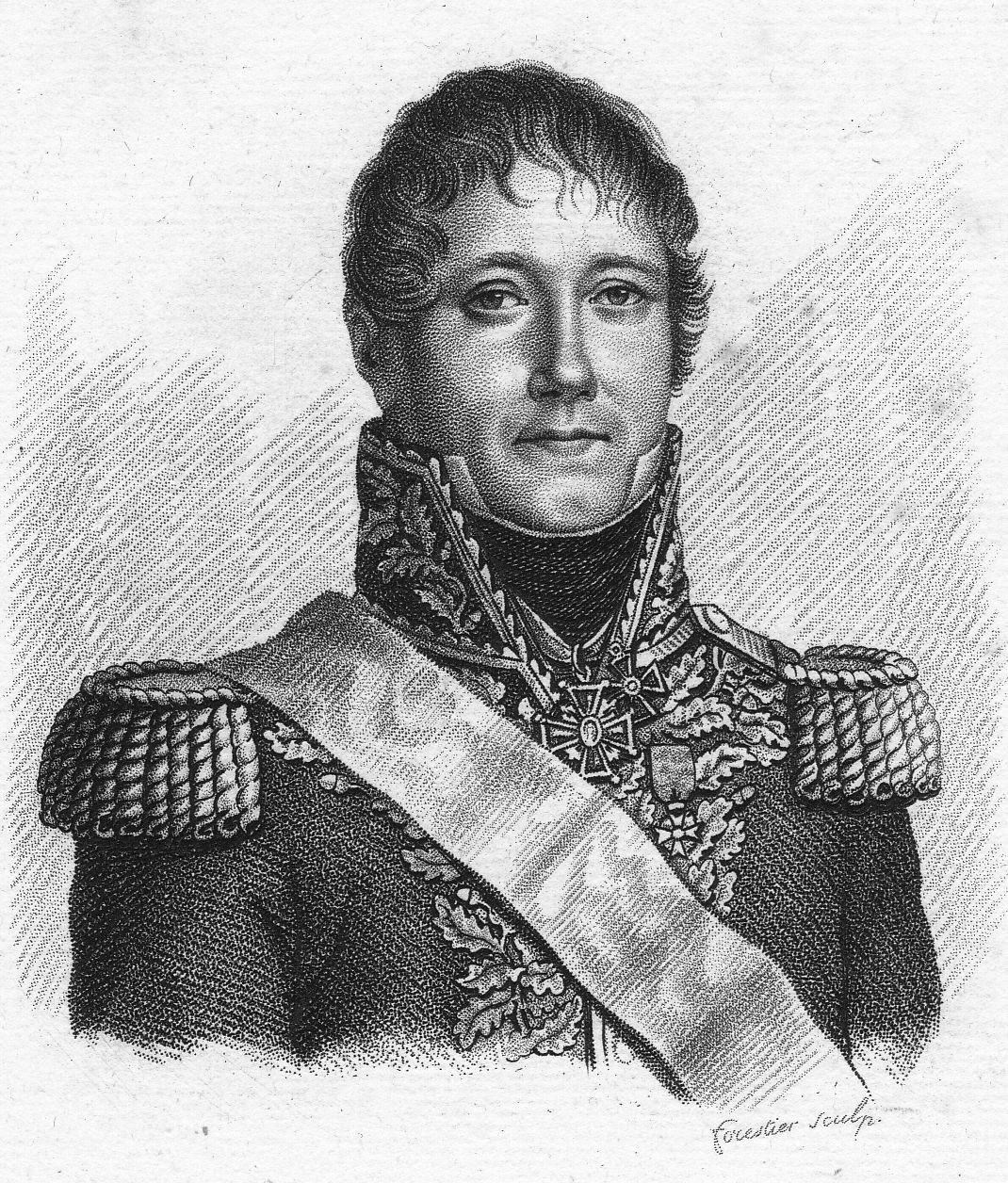
Jean Gabriel Marchand

Jean Gabriel Marchand (* 10. Dezember 1765 in L’Albenc; † 12. November 1851 in Saint-Ismier) war ein französischer Divisionsgeneral während der Napoleonischen Koalitionskriege.

## Leben
Jean Gabriel wurde 1765 als Sohn von Jacques Marchand (* 3. Mai 1731; † 30. August 1808) und der Catherine Clement (* 26. Oktober 1736; † 17. März 1800) in der Provinz Dauphiné geboren. Er wurde Rechtsanwalt und praktizierte in Grenoble, wo er Mitglied im dortigen Stadtrat wurde. Als Sohn einer gut situierten Familie kam er mit Barnave, einem zukünftigen Haupt des Jakobiner-Klubs, in Kontakt. Als die Französische Revolution begann, meldete er sich Ende 1791 zum 4. Bataillon der Freiwilligen von Isère und wurde zum Capitain gewählt.

### Kämpfe in Italien
Im Ersten Koalitionskrieg kämpfte er zunächst bei der Italienarmee in Savoyen, nahm 1793 an der Belagerung von Toulon teil und wurde Stabsoffizier von General Cervoni. Während der Schlacht bei Loano (23. und 24. November 1795) führte er mit Oberst Lannes 200 Grenadiere gegen die feindliche Redoute mit sechs Kanonen. Sie stürmten diese erfolgreich und vertrieben die ungarischen Grenadiere. Für diesen Erfolg ernannte ihn General Schérer zum Chef eines Bataillons. Nachdem General Bonaparte das Kommando über die Armee übernommen hatte, begleitete er am 11. April 1796 als Unteroffizier von Laharpe den neuen Armeekommandeur im Raum Cossaria bei der Erkundung des Geländes. Er nahm 1796 an den Kämpfen von Ceva und Caldiero teil. Er wechselte zum Stab von General Joubert. Im Juni 1796, während er 300 Mann des 3. leichten Carabiniers-Regiments führte, überraschte er ein Feldlager der Österreicher und brachte über 400 Gefangene zurück. Im Juli 1796 kämpfte er unter Joubert in der Division Masséna. Ende Juli wurde er während der Kämpfe im Raum Castiglione bei Bocchetta di Campion verwundet und erhielt einen Schuss in die Brust. Er übernahm nach seiner Genesung das 3. Bataillon und kämpfte an der Brenta und bei Saint-Martin. Am 14. Juni 1797 wurde er bei Madona della Corona von den Österreichern gefangen genommen wurde. Fünfzehn Tage später kam er bei einem Gefangenenaustausch wieder frei wurde zum Oberst befördert und erhielt von Joubert das Kommando über eine Brigade. Im September 1798 diente Marchand unter Gouvion Saint-Cyr als Befehlshaber von Rom und wurde von Joubert vor der Abreise nach Italien, zum Aide-de-camp (Flügeladjutant) bestellt. Im nächsten Jahr kämpfte er in der Schlacht bei Novi (15. August 1799), wo in seiner nächsten Nähe Joubert tödlich getroffen wurde. Am 13. Oktober wurde er zum Brigadegeneral befördert und im Dezember 1799 wechselte er zur Rheinarmee.

### Dritter und Vierter Koalitionskrieg
Nach einigen administrativen Positionen übernahm Marchand zuerst das Kommando über die Isère, kam Ende 1803 nach Boulogne und erhielt das Kommando über die 2. Brigade der Division Dupont im Lager von Montreuil, die im folgenden Feldzug an die Donau zur 1. Division von Neys VI. Korps wurde. Während der Kampagne von 1805 zeichnete sich Marchand bei den Kämpfen von Haslach-Jungingen und Albeck aus. Während der Verfolgung des österreichischen Korps von Werneck kämpften seine Truppen am 17. und 18. Oktober bei Herbrechtingen und Neresheim aus. Nach der Teilnahme am Schlacht bei Dürnstein (11. November) erhielt er am 24. Dezember eine Beförderung zum Général de division. Im nächsten Jahr übernahm er im Verband des VI. Korps unter Marschall Ney das Kommando über Loisons Division. Seine Brigaden wurden von Villatte (6. Leichte Infanterieregiment und 39. Linien-Infanterieregiment) und François Roguet (69. und 76. Linien-Infanterieregiment) geführt. Mit dieser Division kämpfte er in der Schlacht bei Jena (14. Oktober 1806) und nahm vom 22. Oktober bis 11. November 1806 an der Belagerung von Magdeburg teil. Nach der Teilnahme an der Schlacht von Czarnowo (23. und 24. Dezember 1806) verfolgten Marchands Truppen den Gegner nach Soldau und Mława. Marchand führte seine Division in der Schlacht bei Eylau am 8. Februar 1807, in der Schlacht bei Guttstadt, bevor sich seine Truppen bei Deppen hinter der Passarge zurückzogen und dann am 14. Juni zum Erfolg in der Schlacht von Friedland beitrugen. Am 13. Juli 1807 verlieh ihn Napoleon den Großkreuz der Ehrenlegion und am 26. Oktober 1808 wurde er zum Grafen des Reiches ernannt. Während Neys Abwesenheit wurde er zum Interimskommandeur des VI. Korps ernannt und führte das Korps nach Mainz.

### Kriege in Spanien
Nachdem das VI. Korps nach Spanien verlegt worden war, übernahm er das Kommando über die 1. Division und kämpfte im Raum Majorga. Während der Verfolgung der englischen Armee unter General Moore standen seine Verbände bei Puebla de la Tribe. Mitte 1809 übernahm er erneut das Kommando über das VI. Korps und zeichnete sich dann beim Übergang des Tejo (8. August 1809) und in der Schlacht von Torres (29. November) aus. Dazwischen hatte die spanische Armee unter Vicente de Cañas y Portocarrero eine Offensive gegen das VI. Korps eingeleitet und Marchands Truppen erlitten am 18. Oktober 1809 bei Tamames eine schwere Niederlage. 1810 nahm er an den Belagerungen von Ciudad-Rodrigo und Almeida teil. In der Schlacht von Bussaco am 27. September 1810 führte die Division von Loison einen Angriff auf den Gipfel des Bergrückens. Zu spät, um Loison zu unterstützen, näherte sich eine von Marchands Brigaden dem Bergrücken, verirrte sich aber links von der Straße. Marchands folgender Angriff wurde von der portugiesischen Brigade unter General Pack abgeschlagen. Im nächsten Jahr 1811 kämpfte er bei Redinha, Chao de Lamas und in der Schlacht von Fuentes de Onoro (3. Mai 1811), bevor er nach Frankreich zurückkehrte.

### Befreiungskriege und Restauration
Im März 1812 wurde General Marchand unter Jerome Bonaparte zum Stabschef des rechten Flügels der sich neu bildenden Grande Armée ernannt. Napoleon hatte den erfahrenen Marchand in diese Position berufen, in der Hoffnung, er könne den wenig erfahrenen Jerome beraten. Nachdem Jerome die Armee verlassen hatte, übernahm Marchand das Kommando über die 25. Division der Württemberger und kämpfte mit diesen in der Schlacht um Smolensk (1812), Walutino und Borodino. Nachdem er während des Rückzugs aus Russland im Dezember 1812 die Festung Kowno verteidigt hatte, übernahm Marchand vorübergehend das Kommando über das IV. Korps des Vizekönigs von Italien. Im März 1813 übernahm er das Kommando über die 39. Division unter Ney und kämpfte in den Schlachten bei Weißenfels, Großgörschen und Bautzen. Im August 1813 wurde seine Division dem XI. Korps unter Macdonald zugeordnet und nahm an der Völkerschlacht bei Leipzig teil. Anfang 1814 befehligte Marchand die neu ausgehobenen Verbände in Isère und übernahm die 7. Militär-Division in Grenoble. Seine Truppen vertrieben die Österreicher zunächst aus Chambéry, mussten dann aber das Fort von Ecluse evakuieren und vor der Übermacht nach Grenoble zurückgehen.
Nach Napoleons Abdankung lief er bei der Restauration der Bourbonen über und wurde weiterhin als Kommandeur der Militär-Division von Grenoble akzeptiert. Nach Napoleons Rückkehr von Elba versuchten Marchands Truppen vergeblich Napoleon in Grenoble aufzuhalten. Als er scheiterte, zog er sich auf Bar und bis zur zweiten Abdankung Napoleons ins Innere seines Departements zurück. Am 4. Januar 1816 wurde er abgesetzt, die Bourbonen brachten ihn in Besançon wegen Hochverrats (Grenoble kampflos an Napoleon überlassen) vor Gericht, wurde aber von allen Anklagepunkten freigesprochen. Er wurde 1818 aus dem aktiven Dienst entlassen, verließ 1825 die Armee und starb 1851 in Saint-Ismier im Departement Isère.